# Banca Românească

Logo alb-negru anterior.

Banca Românească este o bancă din România, deținută de grupul EximBank.
În 2023, Banca Românească și EximBank au fuzionat oficial, într-o tranzacție în valoare de aproape 60 de milioane de euro, iar valoarea capitalului achiziționat a fost de aproximativ 130 de milioane de euro. După această fuziune, Eximbank a devenit o bancă universala cu servicii complete.

## Istoric
Banca Românească a fost înființată în anul 1992 ca bancă comercială universală, în totalitate cu capital privat, lărgindu-și treptat gama de produse și servicii, astfel încât să vină în întâmpinarea nevoilor partenerilor săi de afaceri.
Începând cu septembrie 1996, banca a devenit primul agent Western Union din România. Pentru prima dată în România, o bancă a fost implicată în servicii de transfer electronic de bani în toată lumea. 
Conducerea pe baze prudențiale este evidențiată de inițiativa conducerii băncii de a încheia polițe de asigurare pe piața londoneză de asigurări, sub egida grupului Lloyd's, începând cu anul 1997. În consecință, Banca Românească a fost prima bancă românească asigurată împotriva riscurilor de fraudă, erori și omisiuni.
În 1999, Fondul Româno-American de Investiții a preluat pachetul majoritar, Banca stabilind parteneriate cu instituțiile financiare internationale, ceea ce i-a permis susținerea întreprinderilor mici si mijlocii românești.
În octombrie 2003, Banca Națională a Greciei a achiziționat de la Fondul Româno-American de Investiții 81,65% din capitalul social al Băncii Românești, devenind astfel acționar majoritar.
În vederea creșterii bazei de clienți, Banca Românească a implementat un program de dezvoltare a rețelei astfel încât, în prezent, operează o rețea formată din 100 unități teritoriale și 5 centre de afaceri, oferind servicii de calitate clienților săi.
Începutul anului 2020 a marcat o nouă schimbare în acționariatul băncii, EximBank achiziționând 99,278% din capitalul social de la NBG.